# Улица Пухова (Калуга)

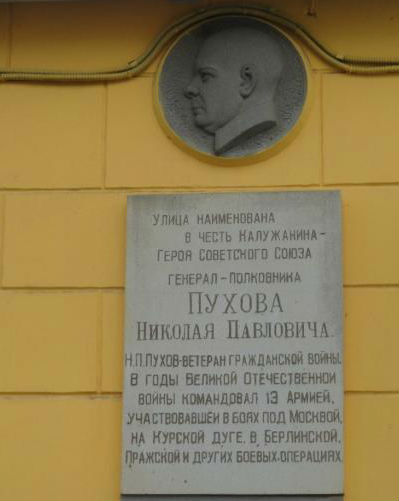

Улица Пу́хова (до 1966 года — Ипподромная улица) — улица в Калуге, носящая имя Героя Советского Союза Николая Павловича Пухова. Проходит от Московской улицы до Высокой улицы.

## История
В 1898 году на окраине Калуги, севернее Пятницкого кладбища, был открыт беговой ипподром Калужского общества охотников конского бега. Улица, проходившая вдоль него, получила название Ипподромная.
В годы первой пятилетки был разработан генплан Калуги с тенденцией роста к северу от Оки, включающий строительство по Ипподромной улице.
В 1932 году на месте бывшего ипподрома началось строительство Дома культуры Машзавода (Пухова, 52), которое длилось четыре года. Планировалось построить также второй корпус, но помешала начавшаяся война. С 1942 по 1947 годы в здании располагался военный госпиталь. Во второй половине 1950-х перед клубом решили сделать сквер.
Напротив Дома Культуры в 1930-е годы было построено несколько жилых многоквартирных домов. Среди них дом в стиле сталинского конструктивизма (Пухова, 27/25), предназначенный для работников Машзавода.
В 1947 году на углу с Телевизионной улицей началось строительство школы № 2, которая открылась в 1949 году (изначально женская).
В 1958 году на углу улиц Ипподромная и Чичерина построен дом на 25 квартир с хлебным магазином на первом этаже.
В феврале 1966 года улица Ипподромная была переименована в улицу имени генерала-полковника Николая Павловича Пухова. В тот же день на ней была открыта мемориальная доска и барельеф генерала.
Во дворах домов № 9 и 11 расположен рукотворный пруд, который, по легенде, образовался, когда его то ли вырыли, то ли устроили запрудив имеющийся овраг монахи Лаврентьевского монастыря.